# John Wesley Hardin
John Wesley Hardin (Bonham, 26 maggio 1853 – El Paso, 19 agosto 1895) è stato un pistolero statunitense.
Si stima che egli abbia ucciso quarantaquattro persone.

## Biografia
Nato a Bonham (Texas) da un pastore metodista, James Hardin, e da una casalinga, Elizabeth, si trasferì nella contea di Trinity, dove ricevette un'istruzione di base.
Di carattere iracondo e violento, il suo primo tentato omicidio lo compì con un coltello a quindici anni, nei confronti di un compagno di scuola che lo prendeva in giro. Per sottrarsi alla legge iniziò a girovagare per il Texas come un fuggitivo ma fu catturato molte volte (e altrettante tentò, a volte riuscendo, di evadere).
Con l'aiuto di alcuni cugini fuorilegge, i Clements, riuscì a fuggire in Kansas, ad Abilene. Dopo un periodo di risse e duelli Hardin tornò in Texas e nel 1868 commise il suo primo omicidio. Durante un incontro di lotta con un  ex-schiavo di colore, chiamato Mage, Hardin ebbe la meglio e lo ferì; Mage promise vendetta ma il fuorilegge si armò e lo uccise il giorno dopo con tre colpi di pistola.
Egli non si pentì mai dell'accaduto e, entro fine anno, commise ben quattro omicidi. Aveva solo quindici anni.
Nel 1870 Hardin fu arrestato con l'accusa di omicidio anche se quello citato non era stato commesso dal fuorilegge. Mentre veniva condotto a Waco dal capitano Stokes e da Jim Smolly, una guardia, riuscì a portare con sé il suo revolver. Una volta accampatisi, eluse Stokes, sparò a Smolly e fuggì. Fuggendo assieme ad alcuni compagni si scontrò con un gruppo di messicani e ne uccise cinque (uno fu colpito invece dal fuoco della sua "banda").
Ritornato ad Abilene commise uno dei suoi omicidi più efferati: nell'hotel in cui alloggiava sparò, attraverso la parete di legno, nella stanza accanto perché l'uomo che la occupava russava; il primo colpo lo ferì, il secondo lo uccise. Subito dopo scappò da una finestra e, rubato un cavallo, fuggì nuovamente in Texas.
Riunitosi coi cugini, il 7 agosto 1872, fu ferito nel corso della lotta tra i Clements e i Taylor contro i Sutton. Guarito ritornò a commettere crimini. Il 17 maggio 1873 egli uccise lo sceriffo Jack Helm, membro della polizia texana e alleato dei Sutton, ad Albuquerque (Jim Taylor ferì Helm con un colpo di pistola, Hardin lo finì sparandogli in testa).
Finita la disputa a favore dei Taylor-Clements, il 26 maggio 1874, Hardin uccise lo sceriffo Charles Webb, che cercava di bloccare lui e alcuni dei Clements.
La cattura di Hardin fu resa possibile quando i Texas Rangers intercettarono una lettera indirizzata da suo suocero a suo cognato (nella lettere c'era scritto dove si trovava il rifugio di Hardin). Egli fu arrestato su un treno in Florida dai Texas Rangers e dalla polizia locale: il ranger John B. Armstrong uccise uno dei membri della banda, ferì Hardin e catturò due suoi complici.
Dopo essere stato diciassette anni in prigione fu rilasciato nel 1895 e iniziò a lavorare come uomo dello sceriffo a El Paso. Nonostante tutto era spesso ubriaco e violento.
Il 19 agosto 1895 John Selman, ex fuorilegge e agente di polizia, arrestò la prostituta che era assieme ad Hardin. Questi lo provocò e i due ebbero un diverbio. Selman raggiunse Hardin in un bar e gli sparò uccidendolo.